# C21H25N3O2
化学式C21H25N3O2（摩尔质量：351.45 g/mol）可以指：
- GSK-189254，CAS号：720690-73-3
- 1F-LSD，CAS号：？
- tryprostatin B，CAS号：179936-52-8
- 脱氧短密酰胺E，CAS号：34610-68-9

|  | 这个同类索引页列出了具有相同分子式的化学物（即同分異構體）条目。 除非您是有意链接至本页，否则应将相应条目的内部链接指向正确的条目。 |